# Gadziecho
Gadziecho – gazeta ukazująca się w Krakowie przez kilka pierwszych tygodni stanu wojennego. Pierwszy numer pojawił się 14 grudnia 1981 r.
Potoczną nazwę gazety utworzono od winiety, która zawierała w sobie nazwy trzech popularnych krakowskich dzienników, których wydawanie zawieszono z chwila ogłoszenia stanu wojennego: Gazety Krakowskiej, Dziennika Polskiego i Echa Krakowa. Z nazwą tą konkurowała inna – „Gadzie Echo”.
Pismo przestało ukazywać się w początku lutego 1982 r. „Dziennik Polski” od dnia 5 lutego 1982 zaczął ukazywać się regularnie, a pozostałe – „Gazeta Krakowska” i „Echo Krakowa” – też wróciły do swoich nazw.